# Вулиця Червона Алея
Ву́лиця Черво́на Але́я — центральна вулиця Хвилинки у Новобаварському районі Харкова. Довжина 740 метрів. Починається від перетину з Залізничним в'їздом. Перетинає Теплий і Ранковий провулки. В неї впираються в'їзди Червона Алея, Гуківський та другий в'їзд Червона Алея і закінчується на перетині з Полтавський шляхом. На вулиці одноповерхова житлова забудова. Також з вулицею межує залізнична платформа Хвилинка на перетині з Залізничним в'їздом.
В'їзд Червона Алея — колишній невеличкий в'їзд довжиною 110 метрів. Починався від перетину з вулицею Червона Алея. Закінчувався глухим кутом між приватними будинками. Одноповерхова житлова забудова. 24 лютого 2025 року виключений з реєстру назв урбанонімів Харкова через відсутність там зареєстрованої нерухомості.
На вулиці розташована загальноосвітня школа I—II ступенів № 81, єдина у Хвилинці. Це невелика одноповерхова будова.

## Галерея

Загальноосвітня школа І-ІІ ступенів № 81
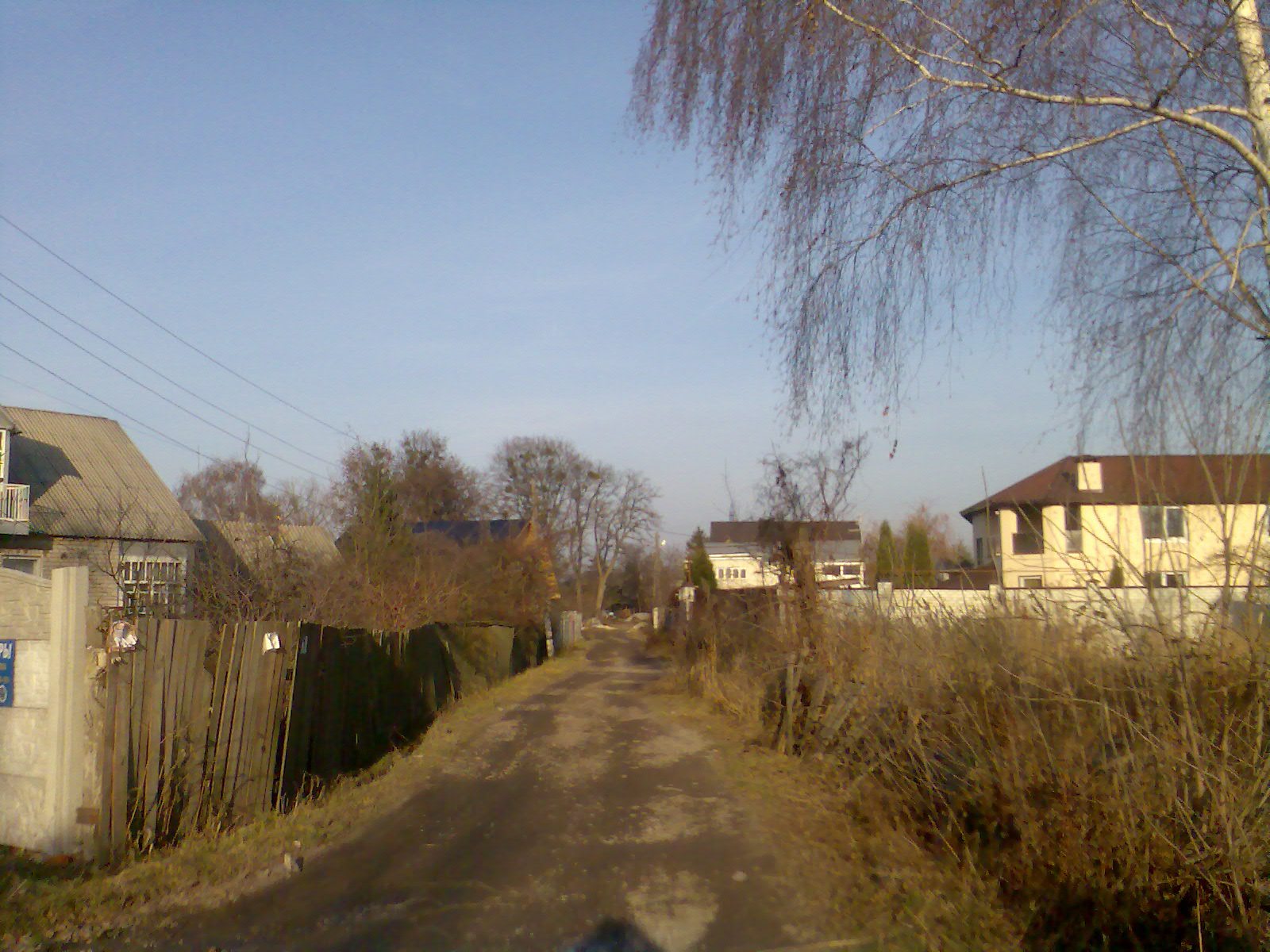
В'їзд Червона Алея на перетині з вулицею Червона Алея